# 마리나 므니제치
마리나 므니제치(Marina Mniszech, 1588년 ~ 1614년)는 폴란드 귀족의 딸로서 첫 번째 가짜 드미트리의 황후였다.

## 첫 번째 가짜 드미트리
마리나는 첫 번째 가짜 드미트리와 러시아에서 조우하여 연인으로 발전하였는데 첫 번째 가짜 드미트리는 자신이 우글리치 공 드미트리라고 주장하면서 마리나를 모스크바로 데리고 갔다. 첫 번째 가짜 드미트리가 반란에 성공하여 차르로 즉위하자 첫 번째 가짜 드미트리와 결혼하여 러시아의 황후가 되었다. 첫 번째 가짜 드미트리가 자신이 우글리치 공 드미트리라고 주장했기 때문에 공식적으로는 우글리치 공 드미트리의 아내였다. 이 결혼으로 인하여 첫 번째 가짜 드미트리를 반대하는 세력을 흥분시켰고 결국 여기에 첫 번째 가짜 드미트리가 데리고 온 폴란드인들이 크고 작은 소동을 일으키는 바람에 첫 번째 드미트리의 정권은 흔들리기 시작했다. 이후 바실리 슈이스키는 지지자를 규합하여 1606년 5월 26일 모스크바로 쳐들어갔다. 그들은 폴란드인으로부터 러시아를 구원한다는 명분을 내세웠으며, 가짜 드미트리가 사기꾼이라고 발표하였다. 또한 가짜 드미트리가 진짜라고 선언하였던 마르타 역시 기존의 입장을 번복하였다. 결국 첫 번째 가짜 드미트리가 도망치다가 근위병에게 살해당하자 마리나는 황후에서 쫓겨났다.

## 두 번째 가짜 드미트리
그 이후 자신이 우글리치 공 드미트리라고 주장하는 두 번째 가짜 드미트리가 나타나자 두 번째 가짜 드미트리와 결혼하여 아들까지 낳았다. 두 번째 가짜 드미트리는 투시노에 근거지를 마련하고 모스크바를 공략할 기회를 노렸기 때문에 마리나는 두 번째 가짜 드미트리를 따라 투시노에서 당분간 지내게 되었다.

## 말년

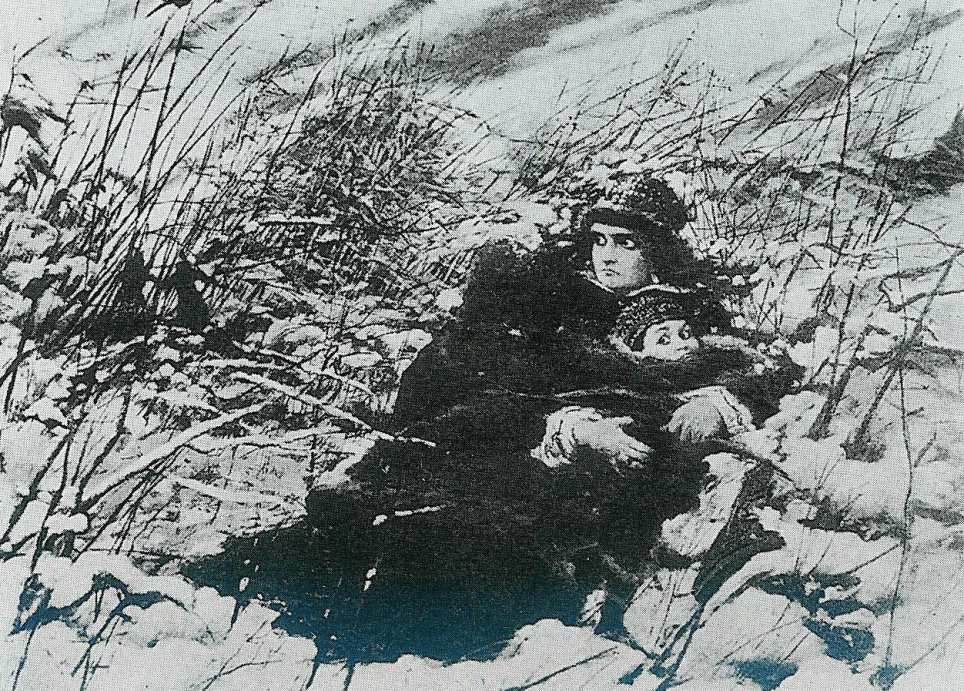
두 번째 가짜 드미트리 사망 후 아들 이반 드미트리예비치와 함께 도망치는 마리나 므니제치

그러나 두 번째 가짜 드미트리의 공략이 실패로 돌아가고 두 번째 가짜 드미트리마저 1610년 12월 11일에 살해당하자 마리나 므니제치는 이번에는 자신이 직접 주동자가 되어 카자흐인들과 타타르인들을 이끌고 1611년이 되면서부터 자신과 첫 번째 가짜 드미트리의 아들인 이반 드미트리예비치를 옹립한 뒤에 러시아와 싸웠다. 머지않아 이 반란은 진압되고 자신의 유일한 혈육인 이반과 반란군의 수뇌부는 전부 처형당했으며, 마리나는 종신형을 선고받고 감옥에서 일생을 마감했다.

## 같이 보기
- 동란 시대
- 첫 번째 가짜 드미트리
- 두 번째 가짜 드미트리

## 참고 문헌
- 니콜라스 랴자노프스키, 《러시아의 역사》, 까치, 1994[쪽 번호 필요]